# Реутов, Василий Васильевич
Васи́лий Васи́льевич Ре́утов (декабрь 1893, Юго-Камский завод, Пермская губерния — 15 сентября 1941, Орёл) — советский государственный и партийный деятель, делегат XV съезда ВКП(б).

## Биография
Василий Реутов родился в декабре 1893 года в посёлке Юго-Камский завод Юго-Камской волости Пермского уезда Пермской губернии, ныне посёлок Юго-Камский входит в Пермский муниципальный округ Пермского края.
С 1908 года по январь 1911 года — кузнец механического цеха Юго-Камского завода.
С января 1911 года по июль 1913 года — слесарь Лысьвенского железнодорожного депо.
С июля по октябрь 1913 года — помощник машиниста паровоза.
С октября 1913 года по март 1914 года — машинист паровоза.
С мая по август 1914 года — рабочий проволочно-гвоздарного цеха Юго-Камского завода.
С августа 1914 года по август 1915 года — рабочий Варваринской фабрики
С августа по декабрь 1915 был безработным.
С декабрь 1915 года по сентябрь 1917 года — рядовой Русской императорской армии.
С сентября 1917 года по май 1918 года был безработным.
С мая по октябрь 1918 года — инспектор пехоты комитета по всеобщему военному обучению 2-го участка Пермского уезда.
В 1918 году вступил в РКП(б), с 1925 года партия переименована в ВКП(б).
С октября 1918 года по январь 1919 года — командир коммунистического отряда Рабоче-крестьянской Красной Армии.
С января по март 1919 года — политрук роты 1-го запасного полка 30-й стрелковой дивизии РККА.
С марта по август 1919 года — командир батальона 30-й стрелковой дивизии 3-й армии РККА.
С августа 1919 года по январь 1920 года — военный комиссар батальона 30-й стрелковой дивизии 3-й армии РККА.
С января по август 1920  года — председатель фабрично-заводского комитета Юго-Камского завода.
С августа 1920 года по март 1921 года — комиссар 50-го полка 2-й особой армии РККА.
С марта 1921 по июнь 1921 года — председатель фабрично-заводского комитета Юго-Камского завода.
С июня 1921 года по март 1922 года — секретарь Юго-Камского волостного комитета РКП(б).
С марта по октябрь 1922 года — заворг Пермского уездного комитета РКП(б).
С октября 1922 года по декабрь 1923 года учился в Екатеринбургской ВПШ.
С января по июль 1924 года — ответственный секретарь Красноверещагинского районного комитета РКП(б).
С июля 1924 года по февраль 1926 года — ответственный секретарь Чёрмозского районного комитета ВКП(б).
С февраля 1926 года по октябрь 1927 года — ответственный секретарь Чусовского районного комитета ВКП(б).
С ноября 1927 года по март 1928 года — ответственный секретарь Пермского городского комитета ВКП(б).
С марта по октябрь 1928 года — ответственный секретарь Курганского городского комитета ВКП(б).
С октября 1928 по март 1929 года — заместитель председателя исполнительного комитета Курганского окружного Совета депутатов.
С марта 1929 года по март 1930 года — председатель исполнительного комитета Курганского окружного Совета депутатов.
С марта 1930 года по 1931 год — руководитель сектора Уральской областной контрольной комиссии и рабоче-крестьянской инспекции (КК—РКИ).
С 1931 года по 1933 год — заведующий Уральским областным отделом труда.
С сентября 1933 года по март 1934 года — председатель исполнительного комитета Челябинского городского Совета депутатов.
С марта по октябрь 1934 года — заведующий промышленно-транспортным отделом Челябинского обкома ВКП(б).
С октября 1934 года по август 1937 года — первый секретарь Курганского районного комитета ВКП(б) Челябинской области. Освобождён от занимаемой должности как «участник контрреволюционной организации правых», исключён из партии постановлением бюро Челябинского обкома ВКП(б) от 5 августа 1937 года.
Арестован 5 августа 1937 года. Приговорён Военным трибуналом УралВО 20 октября 1937 года по обвинению в создании контрреволюционной организации правых, по статьям 58-7, 8, 10, 11 к высшей мере наказания. 17 сентября 1938 года Военный трибунал УралВО заменил ВМН на 25 лет тюремного заключения. Отбывал наказание в тюрьме города Орла Орловской области.
13 сентября 1941 года Военной коллегией Верховного суда СССР по статье 58-10, ч.2 приговорён к высшей мере наказания. Расстрелян 15 сентября 1941 года.
Верховным судом СССР 17 января 1947 года приговор отменён за отсутствием состава преступления.
Был избран делегатом XV съезда ВКП(б), членом Уральского и Челябинского обкомов ВКП(б), Челябинского горкома ВКП(б).